# Televisa Regional
Televisa Regional es la división encargada de administrar canales y estaciones de TelevisaUnivision en México, fuera de su sede en la Ciudad de México, que no son parte de la red de estaciones de las 2 cadenas de televisión abierta de mexicana, Las Estrellas y Canal 5, y que no son repetidoras totales de Foro TV y Nueve. Estas estaciones producen programación propia local y generalista como noticias, musicales, deportes, variedades, opinión, programas juveniles y revista. También programan material de archivo de TelevisaUnivision como películas y series y se llegan a enlazar con otras cadenas de TelevisaUnivision para retransmitir cierta programación.

## Estaciones operadas por TelevisaUnivision en distintos mercados
| Estado           | Ciudad                      | Distintivo | Canal | Canal Virtual | Nombre del canal           | Operador                  |
| ---------------- | --------------------------- | ---------- | ----- | ------------- | -------------------------- | ------------------------- |
| Aguascalientes   | Aguascalientes              | XHAGU-TDT  | 32    | 9.1           | NU9VE Aguascalientes       | Televisa Guadalajara      |
| Baja California  | Ensenada                    | XHS-TDT    | 23    | 4.1           | 4 XHS                      | Televisa Californias      |
| Baja California  | Mexicali                    | XHBC-TDT   | 14    | 4.1           | 4 XHBC                     | Televisa Californias      |
| Baja California  | Tijuana                     | XEWT-TDT   | 32    | 12.1          | 12 XEWT                    | Televisa Californias      |
| Campeche         | San Francisco de Campeche   | XHAN-TDT   | 22    | 9.1           | NU9VE Campeche             | Televisa Campeche         |
| Chiapas          | Tuxtla Gutiérrez            | XHTUA-TDT  | 29    | 9.1           | NU9VE Chiapas              | Televisa Chiapas          |
| Chiapas          | Comitán de Domínguez        | XHCZC-TDT  | 22    | 9.1           | NU9VE Chiapas              | Televisa Chiapas          |
| Chiapas          | San Cristóbal de las Casas  | XHSNC-TDT  | 17    | 9.1           | NU9VE Chiapas              | Televisa Chiapas          |
| Chiapas          | Tapachula                   | XHTAH-TDT  | 34    | 9.1           | NU9VE Chiapas              | Televisa Chiapas          |
| Chihuahua        | Ciudad Juárez               | XHJCI-TDT  | 32    | 8.1           | Televisa Juárez            | Televisa Ciudad Juárez    |
| Chihuahua        | Chihuahua                   | XHCHZ-TDT  | 24    | 9.1           | NU9VE Chihuahua            | Televisa Chihuahua        |
| Coahuila         | Piedras Negras              | XHPN-TDT   | 20    | 9.1           | NU9VE Piedras Negras       | Televisa Piedras Negras   |
| Coahuila         | Saltillo                    | XHAE-TDT   | 24    | 9.1           | NU9VE Saltillo             | Televisa Saltillo         |
| Coahuila         | Torreón                     | XHTOB-TDT  | 35    | 9.1           | NU9VE Laguna               | Televisa Laguna           |
| Colima           | Colima                      | XHCKW-TDT  | 26    | 9.1           | NU9VE Colima               | Televisa Guadalajara      |
| Colima           | Manzanillo                  | XHMAW-TDT  | 36    | 9.1           | NU9VE Colima               | Televisa Guadalajara      |
| Durango          | Victoria de Durango         | XHDUH-TDT  | 17    | 13.1          | NU9VE Durango              | Televisa Durango          |
| Guanajuato       | León                        | XHL-TDT    | 23    | 12.1          | Bajío TV[cita requerida]   | Televisa del Bajío        |
| Guerrero         | Acapulco de Juárez          | XHACZ-TDT  | 32    | 9.1           | NU9VE Acapulco             | Televisa Guerrero         |
| Jalisco          | Guadalajara                 | XHG-TDT    | 29    | 4.1           | 4 XHG                      | Televisa Guadalajara      |
| Jalisco          | Guadalajara                 | XHG-TDT    | 29    | 4.2           | Más Visión                 | Televisa Guadalajara      |
| Jalisco          | Puerto Vallarta             | XHPVE-TDT  | 33    | 5.2           | 4 XHG                      | Televisa Guadalajara      |
| Estado de México | Toluca de Lerdo             | XEQ-TDT    | 22    | 9.1           | NU9VE Edo. de México       | Televisa Estado de México |
| Morelos          | Cuernavaca                  | XHCUM-TDT  | 28    | 9.1           | NU9VE Morelos              | Televisa Morelos          |
| Nuevo León       | Monterrey                   | XEFB-TDT   | 15    | 4.1           | Canal 4 Televisa Monterrey | Televisa Monterrey        |
| Nuevo León       | Monterrey                   | XHCNL-TDT  | 34    | 8.1           | Canal 8 Televisa Monterrey | Televisa Monterrey        |
| Oaxaca           | Oaxaca de Juárez            | XHOXO-TDT  | 34    | 8.1           | NU9VE Oaxaca               | Televisa Oaxaca           |
| Puebla           | Puebla de Zaragoza          | XHP-TDT    | 29    | 4.1           | Televisa Puebla            | Televisa Puebla           |
| Querétaro        | Santiago de Querétaro       | XHQCZ-TDT  | 18    | 9.1           | NU9VE Querétaro            | Televisa Querétaro        |
| Quintana Roo     | Cancún                      | XHQRO-TDT  | 27    | 9.1           | NU9VE Quintana Roo         | Televisa Quintana Roo     |
| Quintana Roo     | Chetumal                    | XHCQR-TDT  | 29    | 9.1           | NU9VE Quintana Roo         | Televisa Quintana Roo     |
| Quintana Roo     | Cozumel                     | XHCOQ-TDT  | 30    | 9.1           | NU9VE Quintana Roo         | Televisa Quintana Roo     |
| San Luis Potosí  | San Luis Potosí             | XHSLT-TDT  | 34    | 8.1           | NU9VE San Luis Potosí      | Televisa San Luis Potosí  |
| Sinaloa          | Culiacán                    | XHCUI-TDT  | 24    | 9.1           | NU9VE Sinaloa              | Televisa Sinaloa          |
| Sinaloa          | Los Mochis                  | XHLMI-TDT  | 29    | 9.1           | NU9VE Sinaloa              | Televisa Sinaloa          |
| Sinaloa          | Mazatlán                    | XHMAF-TDT  | 28    | 9.1           | NU9VE Sinaloa              | Televisa Sinaloa          |
| Sonora           | Ciudad Obregón              | XHCDO-TDT  | 36    | 12.1          | Televisa Sonora            | Televisa Sonora           |
| Sonora           | Hermosillo                  | XHAK-TDT   | 33    | 12.1          | Televisa Sonora            | Televisa Sonora           |
| Tabasco          | Villahermosa                | XHVIZ-TDT  | 32    | 9.1           | NU9VE Tabasco              | Televisa Tabasco          |
| Tamaulipas       | Ciudad Victoria             | XHCVI-TDT  | 26    | 9.1           | NU9VE Cd. Victoria         | Televisa Victoria         |
| Tamaulipas       | Matamoros                   | XHAB-TDT   | 30    | 8.1           | Vallevisión                | Televisa Noreste          |
| Tamaulipas       | Nuevo Laredo                | XHBR-TDT   | 25    | 4.1           | Vallevisión                | Televisa Noreste          |
| Tamaulipas       | Tampico                     | XHTPZ-TDT  | 16    | 4.1           | Vallevisión                | Televisa Noreste          |
| Veracruz         | Veracruz                    | XHFM-TDT   | 24    | 12.1          | Tele Ver                   | Televisa Veracruz         |
| Veracruz         | Xalapa-Enríquez (Las Lajas) | XHAI-TDT   | 27    | 8.1           | Tele Ver                   | Televisa Veracruz         |
| Veracruz         | Coatzacoalcos               | XHCOV-TDT  | 27    | 9.1           | NU9VE Coatzacoalcos        | Televisa Veracruz         |
| Yucatán          | Mérida                      | XHMEN-TDT  | 35    | 9.1           | NU9VE Yucatán              | Televisa Yucatán          |
| Zacatecas        | Zacatecas                   | XHZAT-TDT  | 19    | 9.1           | NU9VE Zacatecas            | Televisa Guadalajara      |
| Texas            | El Paso                     | XEPM-TDT   | 29    | 2.2           | Las Estrellas El Paso      | Televisa Ciudad Juárez    |
| Texas            | Valle del Río Grande        | XERV-TDT   | 19    | 9.1           | XERV 9 Las Estrellas       | Televisa Noreste          |

1. 1 2 3 4 5 6 7 8 9 10 11 12 13 14 15 16 17 18 19 20  Las estaciones enlistadas de NU9VE, bloquean la programación que se origina en XEQ-TDT en ciertos bloques para la transmisión de producción local. No todas las estaciones de Nueve funcionan como estaciones locales.
2. 1 2 3 4 5 6 7 8 9 10 11 12 13 14  Canal multiprogramado
3. ↑  En Toluca, Estado de México, la estación XEQ-TDT de la Ciudad de México, tiene una estación complementaria (repetidora) a la cual se le permite tener programación local y retransmitir íntegramente hasta 75% de la programación de origen.
4. ↑  Esta estación tiene una estación complementaria para la ciudad de Saltillo, Coahuila.
5. 1 2  Retransmite gran parte de la programación de Las Estrellas pero intercala programación local para comunidades del sur de los Estados Unidos, así como pautas comerciales para dichas comunidades.

## Estaciones afiliadas
Estas son estaciones independientes que están afiliadas con Televisa para retransmitir la programación de los canales Las Estrellas, 5, NU9VE y Foro TV en poblaciones donde la televisora no cuenta con estaciones propias para retransmitir la programación de estos canales.

En la actualidad, estas estaciones han disminuido en número gracias a la multiplexación de la televisión digital (multiprogramación) que ha permitido a Televisa retransmitir sus señales en poblaciones donde sólo cuentan con una o dos estaciones propias. Por su parte, algunas estaciones independientes han optado por producir su propia programación o afiliarse a otras televisoras.
| Estado    | Ciudad  | Distintivo | Canal | Canal Virtual | Nombre del canal          | Concesionario                                            | Afiliación    |
| --------- | ------- | ---------- | ----- | ------------- | ------------------------- | -------------------------------------------------------- | ------------- |
| Michoacán | Morelia | XHKW-TDT   | 16    | 2.1           | Las Estrellas / TV MarMor | José Humberto y Loucille Martínez Morales (Grupo MarMor) | Las Estrellas |
| Michoacán | Morelia | XHFX-TDT   | 18    | 5.1           | 5* / TV Michoacán         | Televisión de Michoacán, S.A. de C.V. (Grupo MarMor)     | Canal 5       |